# García (achternaam)

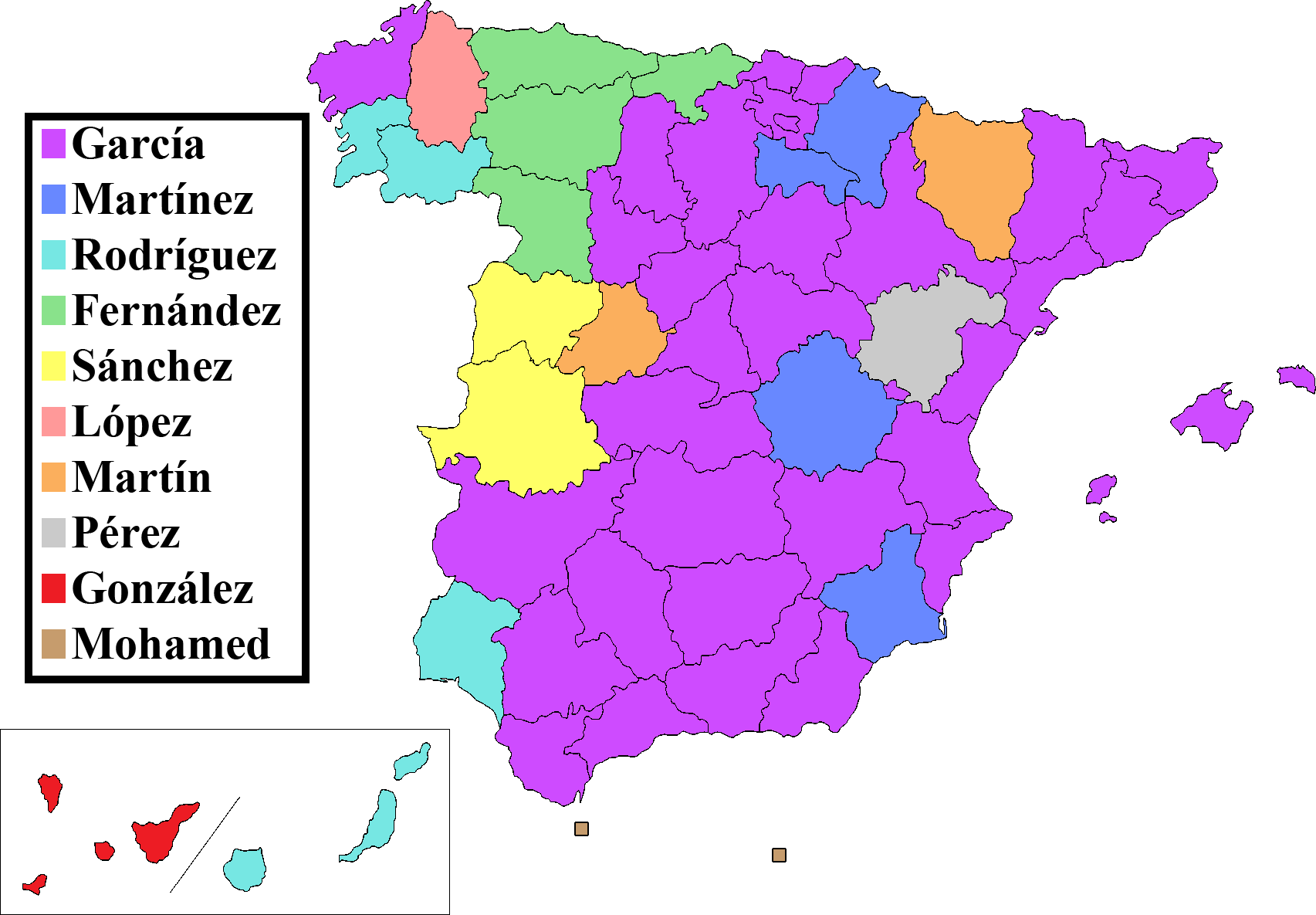
Meest voorkomende achternamen in Spanje naar provincie

García of Garcia is een van oorsprong Baskische achternaam, die voornamelijk in Spaanstalige gebieden, maar ook in Frankrijk, de Filipijnen en de VS veelvuldig voorkomt. De verschillende familielijnen zijn niet terug te voeren tot een enkele afstamming.
Het eerste bekende gebruik van de naam was in 789 in Neder-Navarra, het Franse gedeelte van het Baskenland.
Er zijn verschillende theorieën over de oorsprong van de naam. Gaztea of gartzia (of beter de oudere vorm garze(a)) is Baskisch voor jong of jonge. Een andere verklaring is dat het afgeleid zou zijn van het germaanse wars, "jonge krijger". Nog een andere verklaring is terug te voeren op Musa Ibn Musa (ook bekend als García (Garsiya) ibn Musa), een moorse krijgsheer eind achtste eeuw.
García is de meest voorkomende achternaam in Spanje, waar 3,16% van de inwoners het als eerste achternaam heeft (Spanjaarden en Zuid-Amerikanen hebben twee achternamen, waarvan de eerste de belangrijkste is, zie Iberische en Ibero-Amerikaanse achternamen), oftewel 1.470.005 personen. Daarnaast is het in Mexico (2.522.376 personen) en Cuba de op een na meest voorkomende achternaam. In Colombia hebben 524.835 personen García als eerste achternaam en daarmee is het de op vier na meest voorkomende, evenals in Argentinië waar 296.567 inwoners zo heten.